# Municipio de Glenwood (Minnesota)
El municipio de Glenwood (en inglés: Glenwood Township) es un municipio ubicado en el condado de Pope en el estado estadounidense de Minnesota. En el año 2010 tenía una población de 1058 habitantes y una densidad poblacional de 9,9 personas por km².

## Geografía
El municipio de Glenwood se encuentra ubicado en las coordenadas 45°37′34″N 95°20′23″O / 45.62611, -95.33972. Según la Oficina del Censo de los Estados Unidos, el municipio tiene una superficie total de 106.86 km², de la cual 103,52 km² corresponden a tierra firme y (3,12 %) 3,34 km² es agua.

## Demografía
Según el censo de 2010, había 1058 personas residiendo en el municipio de Glenwood. La densidad de población era de 9,9 hab./km². De los 1058 habitantes, el municipio de Glenwood estaba compuesto por el 98,3 % blancos, el 0,38 % eran afroamericanos, el 0,09 % eran amerindios, el 0,95 % eran asiáticos y el 0,28 % eran de una mezcla de razas. Del total de la población el 0,66 % eran hispanos o latinos de cualquier raza.